# Severin Freund
Severin Freund (* 11. Mai 1988 in Freyung) ist ein ehemaliger deutscher Skispringer, der für den WSV-DJK Rastbüchl startete. Seine größten sportlichen Erfolge sind der Gewinn des Gesamtweltcup in der Saison 2014/15, der Weltmeistertitel im Einzelwettbewerb von der Großschanze bei den Nordischen Skiweltmeisterschaften 2015 in Falun und der Titel im Einzelwettbewerb bei der Skiflug-Weltmeisterschaft 2014 in Harrachov. Außerdem wurde er mit der deutschen Mannschaft bei den Olympischen Spielen 2014 in Sotschi Olympiasieger. Bei den Nordischen Skiweltmeisterschaften 2021 in Oberstdorf wurde er Weltmeister im Team. Im März 2022 beendete er seine Karriere.
Freund wohnt derzeit in München. Seit 2015 war er Mitglied des Zoll-Ski-Teams.

## Werdegang

### Jugend und Karrierebeginn (1993 bis 2011)
Freund begann 1993 zunächst mit der Nordischen Kombination und wechselte 1995 zum Spezialspringen. Seit 2002 ging er im Alpencup und bei internationalen Juniorenwettbewerben an den Start. Im Februar 2003 startete er in Sollefteå erstmals bei den Juniorenweltmeisterschaften und belegte den 30. Platz im Einzel und den 11. Platz mit dem Team. In der Saison 2004/05 startete er erstmals im Continental Cup (COC), wo er sich jedoch nicht durchsetzte und stets den zweiten Durchgang verpasste. Daneben trat er weiterhin bei FIS-Springen an. Bei den in Rovaniemi stattfindenden Juniorenweltmeisterschaften 2005 belegte er die Plätze 26 (Einzel) und 11 (Team). Im Januar 2006 erreichte er bei einem COC in Titisee-Neustadt erstmals die Punkteränge. Auch im nationalen Juniorenbereich feierte er 2006 mehrere Erfolge. So wurde er sowohl im Einzel als auch mit dem Team deutscher Jugendmeister, daneben gewann er die Gesamtwertung des Deutschlandpokals. Bei den in diesem Jahr in Kranj ausgetragenen Juniorenweltmeisterschaften belegte er den 13. Platz im Einzel. Im Sommer 2006 nahm er an mehreren COC-Sommerspringen teil, erreichte aber nur bei einem den zweiten Durchgang. Nachdem er im Winter 2006/07 nicht angetreten war, wurde er im Sommer 2007 zunächst Zweiter bei der deutschen Jugendmeisterschaft, kurz darauf gewann er bei den in Winterberg ausgetragenen Deutschen Meisterschaften 2007 die Silbermedaille im Teamwettbewerb.
Obwohl er bei den im Sommer 2007 stattfindenden Continental Cups nicht überzeugte, steigerte er sich zum Winter und erzielte am 13. Dezember 2007 in Rovaniemi sein bis dahin bestes Ergebnis, nachdem er bereits an den beiden vorherigen Tagen stabile Leistungen im Mittelfeld erbracht hatte. Daraufhin wurde er in das Weltcup-Team berufen und startete am 22. Dezember 2007 in Engelberg erstmals bei einem internationalen erstklassigen Springen. Beim folgenden Vierschanzentourneespringen in Oberstdorf konnte er als 30. seinen ersten Weltcup-Punkt holen. Eine Woche später, am 6. Januar 2008, belegte er beim letzten Springen der Tournee in Bischofshofen, das von Wind beeinflusst war, sogar den 20. Platz. Nachdem er daraufhin wieder an einigen COC-Springen teilgenommen hatte, wurde er in Zakopane Juniorenweltmeister 2008 im Teamwettbewerb, im Einzel wurde er jedoch nur 31. Bis zum Ende des Winters nahm er noch an einigen Continental Cups teil. Im Sommer 2008 startete er erfolgreich bei den Mattenspringen des Continental Cups. Er feierte am 13. September 2008 in Lillehammer seinen ersten Sieg, bei weiteren drei Springen belegte er Podestplätze. In der Continental-Cup-Gesamtwertung des Sommers 2008 belegte er den dritten Rang.

### Erfolgreiche Jahre als bester deutscher Skispringer (2011 bis 2016)
Seinen ersten Weltcupsieg errang Freund am 15. Januar 2011 im japanischen Sapporo vor dem Österreicher Thomas Morgenstern und dem Polen Adam Małysz. Dies war zugleich der erste deutsche Weltcupsieg seit fast vier Jahren und wurde in den Medien als „Sensation“ gefeiert. Am Folgetag holte er nach einer Führung im ersten Durchgang den zweiten Platz hinter Andreas Kofler. Beim Weltcup-Springen in Zakopane am 21. Januar 2011 erreichte er mit dem dritten Rang einen weiteren Podestplatz. Am 30. Januar verbuchte er im hessischen Willingen seinen zweiten Weltcupsieg. Es war zugleich der erste Erfolg eines deutschen Skispringers auf der Mühlenkopfschanze seit Sven Hannawalds Sieg im Jahr 2003.
Bei den Nordischen Skiweltmeisterschaften 2011 in Oslo belegte Freund auf der Normalschanze den 7. Platz im Einzel. Im Teamspringen holte er auf selbiger zusammen mit Martin Schmitt, Michael Uhrmann und Michael Neumayer Bronze hinter Österreich und Norwegen. Bei den Deutschen Meisterschaften 2011 in Hinterzarten ersprang er sich wie im Vorjahr mit der Mannschaft Bayerns den Mannschaftstitel und zudem erstmals auch den Titel im Einzel.

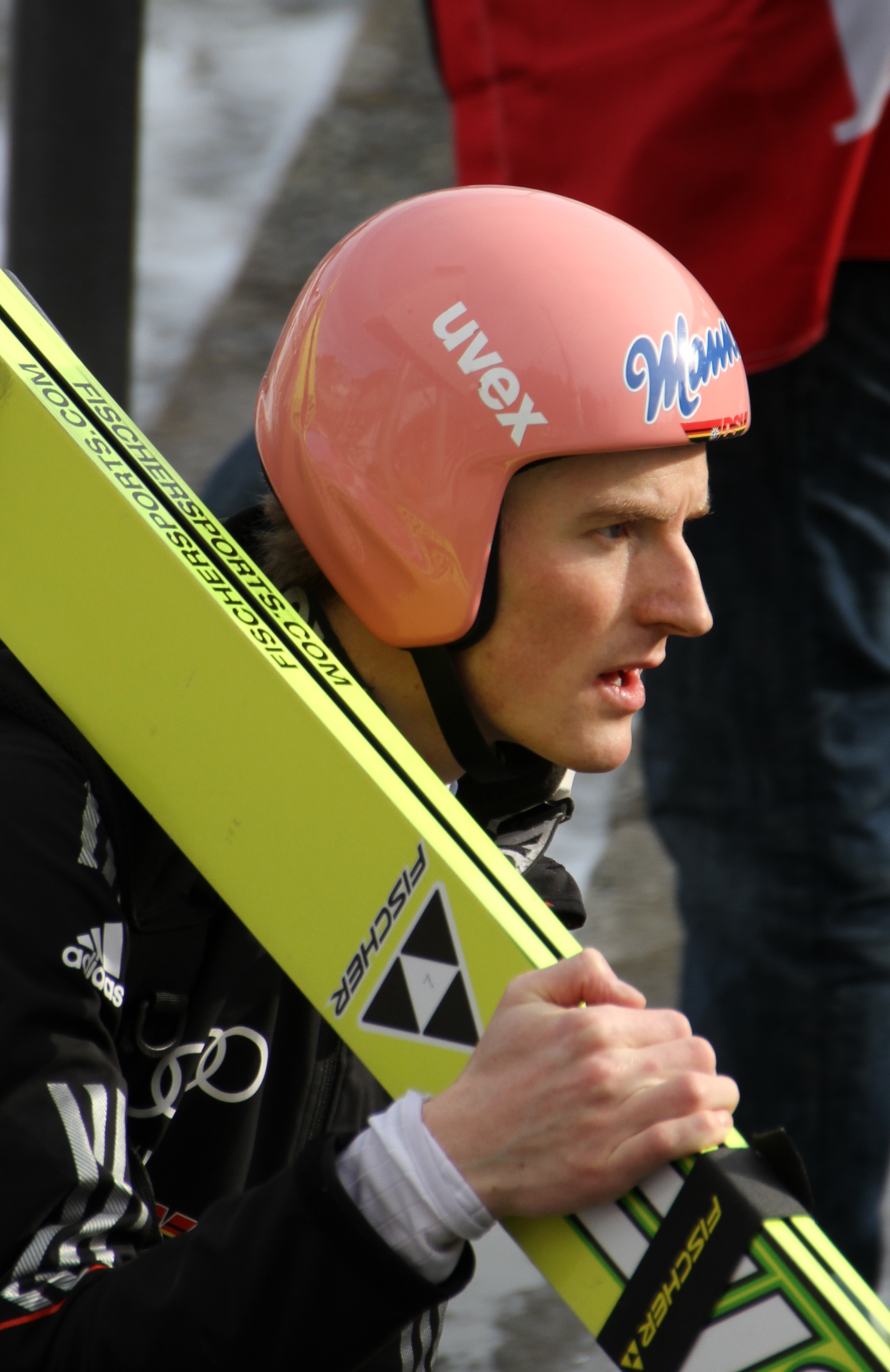
Freund am Holmenkollen 2012

Im April 2012 erlitt Freund einen Bandscheibenvorfall, nachdem er zuvor unter anhaltenden Rückenproblemen gelitten hatte. Daraufhin musste er operiert werden und eine mehrmonatige Zwangspause einlegen. Nachdem er bei seinem Comeback am 30. September 2012 im österreichischen Hinzenbach bereits Platz zwei belegt hatte, errang er beim Grand-Prix-Finale in Klingenthal drei Tage später den ersten Sommer-Grand-Prix-Sieg seiner Karriere. In Klingenthal wurde er bei den Deutschen Meisterschaften 2012 deutscher Meister im Einzel. Nachdem er den Weltcupauftakt am 24. November 2012 im norwegischen Lillehammer gewonnen hatte, gelang ihm sechs Tage später beim Teamspringen im finnischen Kuusamo mit der deutschen Mannschaft sein erster Sieg bei einem Weltcupmannschaftspringen.
Als bei den Nordischen Skiweltmeisterschaften 2013 im Val di Fiemme erstmals ein Mixed-Mannschaftswettbewerb ausgetragen wurde, gewann er mit der deutschen Mannschaft an der Seite von Carina Vogt, Ulrike Gräßler und Richard Freitag hinter Japan und Österreich die Bronzemedaille. Zuvor war er im Springen von der Normalschanze als Vierter knapp an einer Medaille vorbeigesprungen. Mit seinen Teamkollegen Andreas Wank, Michael Neumayer und Richard Freitag gewann er hinter Österreich die Silbermedaille im Mannschaftswettbewerb von der Großschanze, nachdem dem norwegischen Team nachträglich für eine Fehlberechnung des Anlaufes die Silbermedaille aberkannt worden war. Der Vorsprung vor den nun drittplatzierten Polen betrug nur 0,8 Punkte.
Freund startete erfolgreich in den Skisprung-Weltcup 2013/14, enttäuschte dann aber bei der Vierschanzentournee. Danach brachte er sich mit zwei zweiten Plätzen beim Heimweltcup in Willingen in den Kreis der Favoriten für die Olympischen Spiele in Sotschi. Dort verpasste er auf der Normalschanze eine gute Platzierung nach einem Sturz im ersten Durchgang. Auf der Großschanze erreichte er den vierten Platz, nachdem er im ersten Durchgang noch auf Rang drei gelegen hatte. Zwei Tage später, am 17. Februar 2014, wurde Freund gemeinsam mit seinen Teamkollegen Andreas Wank, Marinus Kraus und Andreas Wellinger Olympiasieger im Mannschaftsspringen.
Für den Sieg in Sotschi erhielt er von Bundespräsident Gauck am 8. Mai 2014 das Silberne Lorbeerblatt.
Kurz darauf feierte er in Falun einen Weltcupsieg mit einem beachtlichen Vorsprung von 15,9 Punkten.
Bei der Skiflug-Weltmeisterschaft 2014 in Harrachov wurde der nach den beiden ersten Durchgängen des Einzelwettbewerbs am Vortag bereits in Führung liegende Freund durch die Absage des dritten und vierten Durchgangs am 15. März 2014 Skiflug-Weltmeister.
In der Weltcup-Saison 2014/15 stellte Severin Freund bei seinem Sieg am 15. Februar 2015 in Vikersund mit einer Weite von 245 Metern einen neuen deutschen Rekord im Skifliegen auf. Am 21. Februar 2015 gewann er bei den Nordischen Skiweltmeisterschaften in Falun mit einem Rückstand von nur 0,4 Punkten auf den Norweger Rune Velta die Silbermedaille von der Normalschanze. Am folgenden Tag errang Freund zusammen mit Carina Vogt, Richard Freitag und Katharina Althaus den Weltmeistertitel im Mixed-Wettbewerb. Am 26. Februar 2015 sicherte er sich mit 22,3 Punkten Vorsprung vor Gregor Schlierenzauer die Goldmedaille von der Großschanze. Als dritter Deutscher nach Jens Weißflog und Martin Schmitt gewann Severin Freund am 22. März 2015 in einem spannenden Finale – aufgrund der höheren Anzahl gewonnener Einzelwettbewerbe in der Weltcup-Saison 2014/15 – punktgleich mit Peter Prevc aus Slowenien den Gesamtweltcup.

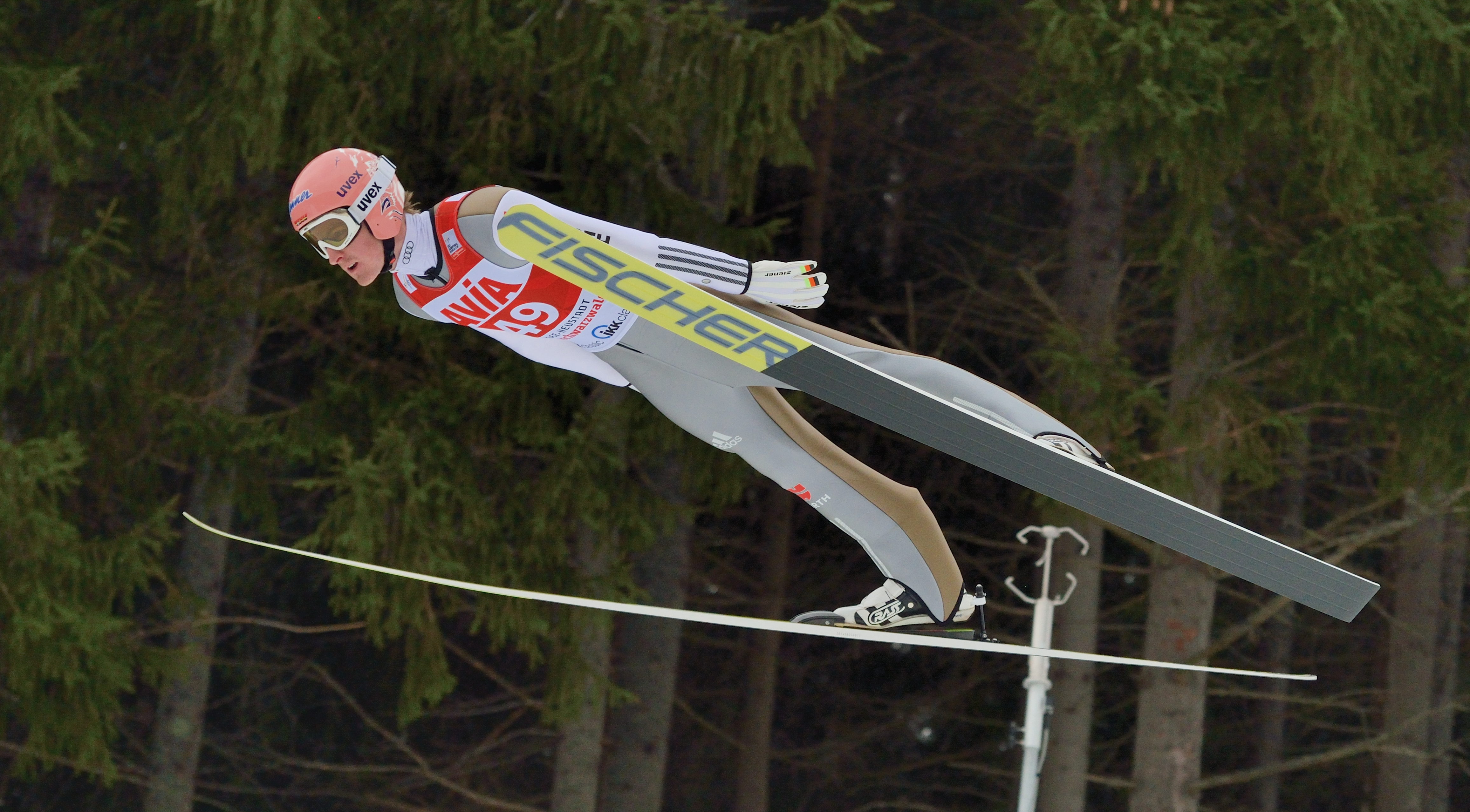
Freund in Titisee-Neustadt 2016

Im Verlauf der Weltcup-Saison 2015/16 konnte Freund mit dem zweiten Platz bei der Vierschanzentournee sein bislang bestes Resultat bei diesem Wettbewerb erreichen. Bei der Skiflug-Weltmeisterschaft 2016 gewann er mit der deutschen Mannschaft die Silbermedaille und erzielte im Einzelwettbewerb beim Sieg von Peter Prevc den 6. Platz. Am Ende der Saison belegte er hinter Prevc den zweiten Platz im Gesamtweltcup.

### Verletzungen und Pausen (2016 bis 2020)
Im Anschluss an die Saison 2015/16 musste sich Freund einer Operation an der Hüfte unterziehen, die seine Vorbereitung auf die neue Weltcup-Saison 2016/17 massiv beeinträchtigte. Trotzdem konnte er bereits beim Auftaktwettbewerb am 25. November 2016 in Kuusamo, mit einem zweiten Platz zwischen den Prevc-Brüdern Domen und Peter, wieder auf das Podest springen. Am Tag darauf feierte er seinen ersten Weltcupsieg nach knapp elf Monaten und übernahm die Führung im Gesamtweltcup. Nach diesem erfolgreichen Saisonbeginn erreichte er infolge seiner Hüftoperation zunächst keine Podestplätze mehr, sondern belegte vermehrt Top-30-Platzierungen. Ende Dezember 2016 führte er das deutsche Team für die Vierschanzentournee 2016/17 an, belegte jedoch beim Auftaktspringen in Oberstdorf nur Platz 20 sowie beim Neujahrsspringen in Garmisch-Partenkirchen nur Platz 21. Nach diesen zwei Springen musste Freund die Tournee aufgrund eines grippalen Infekts vorzeitig beenden. Kurz vor der geplanten Rückkehr in den Weltcup, die für die Springen in Willingen am 28. und 29. Januar 2017 geplant war, erlitt Freund im Training einen Kreuzbandriss. Er musste operiert werden und fiel für den Rest der Saison 2016/17 und damit auch für die Nordischen Skiweltmeisterschaften 2017 aus. Im Mai 2017 konnte Freund wieder ins Training einsteigen. Im Juli 2017 zog sich Freund erneut einen Kreuzbandriss zu, wodurch er die gesamte Saison 2017/18 und die Olympischen Winterspiele 2018 verpasste.
Nach langer Verletzungspause stieg er im September 2018 zudem wieder ins Skisprungtraining ein. Seine Rückkehr in den Weltcup folgte am zweiten Wochenende der Saison 2018/19 in Kuusamo. Am 24. November 2018 belegte er dort den 29. Platz. Im Februar 2019 wurde eine Meniskusoperation erforderlich, weswegen Freund auch die Nordischen Skiweltmeisterschaften 2019 verpasste. Nach Rückenproblemen stieg er erst Ende Februar 2020 zu den Springen in Râșnov in die Saison 2019/20 ein. Bei den Deutschen Meisterschaften 2020 konnte Freund einen fünften Platz im Einzel und einen Sieg im Team erreichen.

### Kampf zurück in den Weltcup und Karriereende (2020 bis 2022)
In der Saison 2020/21 war Freund seit langem wieder von Beginn an in der deutschen DSV-Weltcup-Mannschaft dabei. Beim ersten Einzelspringen in Wisła belegte er den 25. Platz. Am 29. November 2020 konnte Freund erstmals seit dem 18. Dezember 2016 eine Top-Ten-Platzierung erreichen. Beim Springen im finnischen Kuusamo wurde er Neunter. Am 16. Januar 2021 nahm Freund erstmals seit 2016 wieder an einem Teamwettbewerb teil. Bei den Nordischen Skiweltmeisterschaften 2021 wurde Freund 22. auf der Großschanze, wurde aber im Teamwettbewerb eingesetzt und gewann mit Pius Paschke, Markus Eisenbichler und Karl Geiger die Goldmedaille. Im Gesamtweltcup belegte er zum Ende der Saison mit 160 Punkten den 29. Platz. In den Sommerspringen 2021 stand Freund ebenfalls im Weltcupaufgebot und konnte am 18. Juli 2021 einen neunten Platz erspringen.
Freund startete zur Wintersaison 2021/22 im Continental Cup, da nur sechs Startplätze für Deutschland vorhanden waren. Durch gute Leistungen und einen Sieg konnte Freund den siebten Startplatz erspringen und war ab der Vierschanzentournee im Weltcupaufgebot. Am 15. Januar 2022 sprang er erstmals im Teamwettbewerb in der Saison 2021/22 im Weltcup und belegte mit dem deutschen Team den zweiten Platz. Beim Springen in Willingen wurde Freund Vierter. Bei der Skiflug-Weltmeisterschaft 2022 gewann Freund zusammen mit Andreas Wellinger, Markus Eisenbichler und Karl Geiger die Silbermedaille im Team.
Am 27. März 2022 beendete er seine Karriere.
Im Februar 2023 wurde Freund als neuer TV-Experte für Skisprungübertragungen im ZDF ab März 2023 angekündigt.

## Erfolge

### Olympische Winterspiele
- Sotschi 2014: 1. Mannschaft, 4. Einzel Großschanze, 31. Einzel Normalschanze

### Nordische Skiweltmeisterschaften

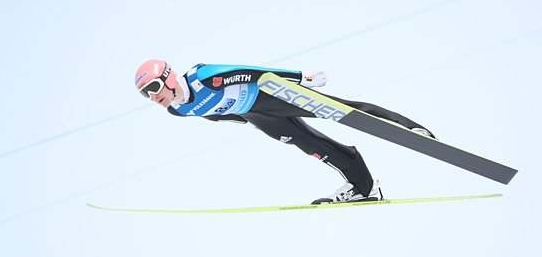
Severin Freund 2012

- Severin Freund 2012Oslo 2011: 3. Mannschaft Normalschanze, 4. Mannschaft Großschanze, 7. Einzel Normalschanze, 12. Einzel Großschanze
- Val di Fiemme 2013: 2. Mannschaft, 3. Mixed-Mannschaft, 4. Einzel Normalschanze, 9. Einzel Großschanze
- Falun 2015: 1. Einzel Großschanze, 1. Mixed-Mannschaft, 2. Einzel Normalschanze, 5. Mannschaft
- Oberstdorf 2021: 22. Einzel Großschanze, 1. Mannschaft

### Skiflug-Weltmeisterschaften
- Vikersund 2012: 2. Mannschaft, 4. Einzel
- Harrachov 2014: 1. Einzel
- Bad Mitterndorf 2016: 2. Mannschaft, 6. Einzel
- Vikersund 2022: 2. Mannschaft, 12. Einzel

### Weltcupsiege im Einzel

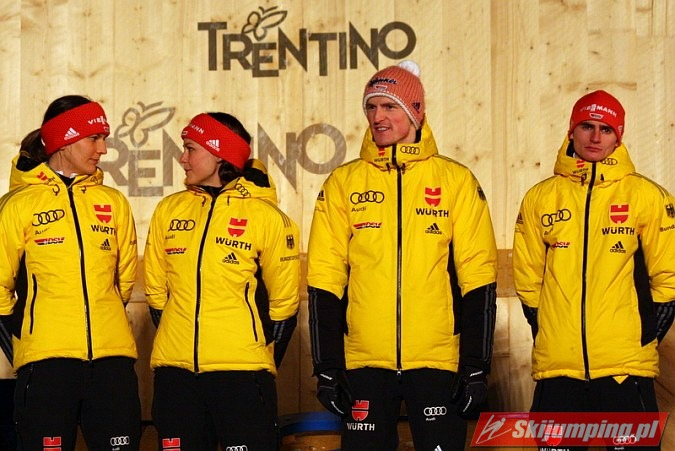
Freund im Team 2013

| Nr. | Datum             | Ort              | Typ           |
| --- | ----------------- | ---------------- | ------------- |
| 01. | 15. Januar 2011   | Sapporo          | Großschanze   |
| 02. | 30. Januar 2011   | Willingen        | Großschanze   |
| 03. | 24. November 2012 | Lillehammer      | Normalschanze |
| 04. | 1. Dezember 2012  | Kuusamo          | Großschanze   |
| 05. | 8. Dezember 2013  | Lillehammer      | Großschanze   |
| 06. | 26. Februar 2014  | Falun            | Großschanze   |
| 07. | 28. Februar 2014  | Lahti            | Großschanze   |
| 08. | 9. März 2014      | Oslo             | Großschanze   |
| 09. | 21. März 2014     | Planica          | Großschanze   |
| 10. | 14. Dezember 2014 | Nischni Tagil    | Großschanze   |
| 11. | 10. Januar 2015   | Bad Mitterndorf  | Flugschanze   |
| 12. | 1. Februar 2015   | Willingen        | Großschanze   |
| 13. | 7. Februar 2015   | Titisee-Neustadt | Großschanze   |
| 14. | 15. Februar 2015  | Vikersund        | Flugschanze   |
| 15. | 10. März 2015     | Kuopio           | Normalschanze |
| 16. | 12. März 2015     | Trondheim        | Großschanze   |
| 17. | 14. März 2015     | Oslo             | Großschanze   |
| 18. | 15. März 2015     | Oslo             | Großschanze   |
| 19. | 5. Dezember 2015  | Lillehammer      | Normalschanze |
| 20. | 12. Dezember 2015 | Nischni Tagil    | Großschanze   |
| 21. | 29. Dezember 2015 | Oberstdorf       | Großschanze   |
| 22. | 26. November 2016 | Kuusamo          | Großschanze   |

### Weltcupsiege im Team
| Nr. | Datum             | Ort         | Typ         |
| --- | ----------------- | ----------- | ----------- |
| 1.  | 30. November 2012 | Kuusamo     | Großschanze |
| 2.  | 9. März 2013      | Lahti       | Großschanze |
| 3.  | 22. November 2014 | Klingenthal | Großschanze |
| 4.  | 17. Januar 2015   | Zakopane    | Großschanze |
| 5.  | 21. November 2015 | Klingenthal | Großschanze |
| 6.  | 9. Januar 2016    | Willingen   | Großschanze |

### Grand-Prix-Siege im Einzel
| Nr. | Datum           | Ort         | Typ         |
| --- | --------------- | ----------- | ----------- |
| 1.  | 3. Oktober 2012 | Klingenthal | Großschanze |
| 2.  | 14. August 2015 | Courchevel  | Großschanze |
| 3.  | 15. August 2015 | Einsiedeln  | Großschanze |

### Grand-Prix-Siege im Team
| Nr. | Datum          | Ort          | Typ           |
| --- | -------------- | ------------ | ------------- |
| 1.  | 7. August 2015 | Hinterzarten | Normalschanze |

### Continental-Cup-Siege im Einzel
| Nr. | Datum              | Ort         | Typ         |
| --- | ------------------ | ----------- | ----------- |
| 1.  | 13. September 2008 | Lillehammer | Großschanze |
| 2.  | 14. März 2009      | Pragelato   | Großschanze |
| 3.  | 15. März 2009      | Pragelato   | Großschanze |
| 4.  | 20. Februar 2010   | Brotterode  | Großschanze |
| 5.  | 11. Dezember 2021  | Vikersund   | Großschanze |

## Statistik

### Weltcup-Platzierungen
| Saison  | Platz | Punkte |
| ------- | ----- | ------ |
| 2007/08 | 68.   | 0012   |
| 2008/09 | 48.   | 0036   |
| 2009/10 | 42.   | 0075   |
| 2010/11 | 07.   | 0769   |
| 2011/12 | 08.   | 0857   |
| 2012/13 | 04.   | 0923   |
| 2013/14 | 03.   | 1303   |
| 2014/15 | 01.   | 1729   |
| 2015/16 | 02.   | 1490   |
| 2016/17 | 21.   | 0309   |
| 2018/19 | 57.   | 0012   |
| 2019/20 | 73.   | 0002   |
| 2020/21 | 29.   | 0160   |
| 2021/22 | 30.   | 0211   |

### Vierschanzentournee-Platzierungen
| Saison  | Platz | Punkte |
| ------- | ----- | ------ |
| 2007/08 | 39.   | 0420,7 |
| 2008/09 | 57.   | 0111,6 |
| 2009/10 | 60.   | 0092,4 |
| 2010/11 | 12.   | 0818,7 |
| 2011/12 | 07.   | 0843,4 |
| 2012/13 | 13.   | 0895,1 |
| 2013/14 | 16.   | 0787,1 |
| 2014/15 | 08.   | 1022,5 |
| 2015/16 | 02.   | 1112,9 |
| 2016/17 | 35.   | 0508,1 |
| 2018/19 | 49.   | 0201,1 |
| 2020/21 | 27.   | 0711,0 |
| 2021/22 | 33.   | 0608,2 |

### Raw-Air-Platzierungen
| Saison | Platz | Punkte |
| ------ | ----- | ------ |
| 2020   | 42.   | 0496,4 |
| 2022   | 23.   | 0944,8 |

### Grand-Prix-Platzierungen
| Saison | Platz | Punkte |
| ------ | ----- | ------ |
| 2009   | 66.   | 011    |
| 2010   | 07.   | 230    |
| 2011   | 10.   | 216    |
| 2012   | 09.   | 180    |
| 2013   | 38.   | 065    |
| 2014   | 30.   | 079    |
| 2015   | 04.   | 325    |
| 2016   | 47.   | 046    |
| 2021   | 30.   | 069    |

### Schanzenrekorde
| Ort             | Land       | Weite               | aufgestellt am   | Rekord bis       |
| --------------- | ---------- | ------------------- | ---------------- | ---------------- |
| Falun           | Schweden   | 133,0 m (HS: 134 m) | 26. Februar 2014 | 26. Februar 2014 |
| Falun           | Schweden   | 135,0 m (HS: 134 m) | 26. Februar 2014 | 26. Februar 2015 |
| Falun           | Schweden   | 135,5 m (HS: 134 m) | 26. Februar 2015 | aktuell          |
| Trondheim       | Norwegen   | 141,5 m (HS: 130 m) | 6. März 2014     | 12. März 2015    |
| Planica         | Slowenien  | 137,5 m (HS: 130 m) | 21. März 2014    | 22. März 2014    |
| Planica         | Slowenien  | 141,0 m (HS: 130 m) | 23. März 2014    | 23. März 2014    |
| Bad Mitterndorf | Österreich | 237,5 m (HS: 225 m) | 9. Januar 2015   | 15. Januar 2016  |

## Sonstiges

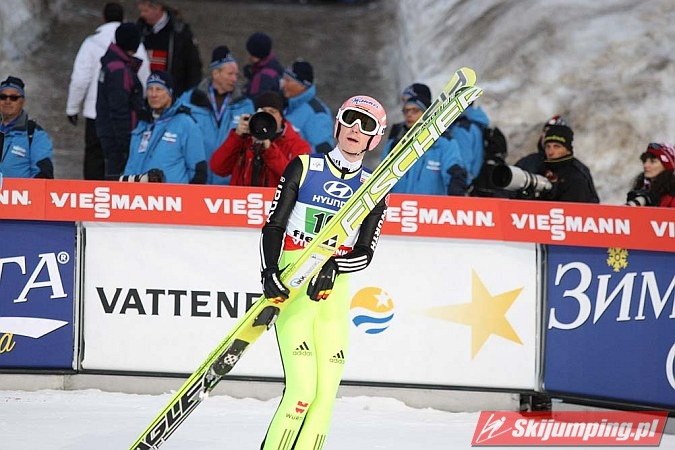
Freund nach einem Sprung

Ende März 2008 begann Freund an der Hochschule Ansbach das Bachelor-Studium im Bereich International Management, ein Studiengang, der an der Hochschule angepasst und speziell für Spitzensportler konzipiert wurde. Im Jahr 2016 heiratete Freund seine Freundin Caren. Die Tochter des Paares kam 2018 zur Welt, 2023 folgte ein Sohn. In seinem Heimatort Waldkirchen wurde ein Platz nach ihm benannt und heißt jetzt Severin-Freund-Platz.
Ende 2024 machte Severin Freund seine bereits seit seiner Jugend bestehende Epilepsie-Erkrankung bekannt und möchte mit diesem Schritt das Wissen in der Öffentlichkeit verbreitern.